# 北陸先端科學技術大學院大學
北陆先端科学技术大学院大学（英文名：Japan Advanced Institute of Science and Technology，简称JAIST）是日本第一所国立研究型大学（不包含本科教学），仅授予硕士与博士学位。自从1990年建校以来，北陆先端科学技术大学院一直秉承培养具备前沿科技专业知识、广阔的视角、独立创新以及沟通能力强而且有担当的学术领军人才的使命。
为此，JAIST建立起一套系统而先进的小规模精英教育体系，致力于建造世界级最高水准的高等教育研究机构。此外，具有诸多的先进科研设备，例如具有超级计算机系统的信息技术研究环境，具有800MHz核磁共振仪、球差校正扫描透射电子显微镜，以及大型超净间的材料与设备研究的环境，都在日本处于领先地位。因此，JAIST的学术成就得到了日本以及世界同行的广泛认可。近年来，来自国际的留学生，例如中国、越南、泰国、印度等国家的优秀学生数量在不断增加。

## 历史沿革
1990年10月1日，JAIST正式成立，同时信息科学学院建立。
1991年4月，材料科学学院建立。
1996年5月，知识科学学院建立。
2004 年4月，JAIST 作为日本国立大学正式注册为国立大学法人。
2008年4月，区域研究与创新中心建立。
2012年4月，产业合作促进中心建立。
2015年4月，全球教育合作中心建立。
2016年4月，信息科学学院、材料科学学院和知识科学学院合并管理，统称为先进科学研究生院。
2018年4月，融合科学研究生院建立。
2020年4月，成立三个国际卓越核心项目研究中心（International Excellent Core），分别为：超高精度微纳信号感知研究中心，可持续发展材料研究中心，材料信息学研究中心。同时，也成立了可解释性人工智能研究中心，与共生人工智能设计研究中心。
2021年4月，成立数字化生物医学工程研究中心，同时成立了数字变换总部，以及远程创新教育研究中心。

## 办学理念
JAIST的使命
JAIST 致力于利用最先进的教育理念和最前沿的研究环境，来培养未来世界前沿科技领域的创新型领军人才。
JAIST的目标
(1) 通过具有系统性且先进的研究生教育，培养学生在前沿科学技术领域的开阔的视野、高度的自主性、以及强大的沟通能力，为社会以及相关行业提供可信赖的领军人才。
(2)为了以研究成果为社会做出贡献，JAIST作为一个卓越研究中心将通过前沿研究解决当今社会面临的问题，并通过多样化的基础研究开发新的领域。
(3) 通过促进与海外一流科研机构的师生交流、推进教育和研究的全球化来培养活跃的全球人力资源。 

## 前沿研究领域
（1）	超高精度微纳信号感知研究中心
该研究中心是为了利用先进的半导体微纳器件建立一套服务于用户个人身心健康与社会安全的立体感知系统。通过将超高灵敏度的高性能传感器与基于感性工程学的空间认知有机的结合在一起，为人类提供更舒适而健康的生活环境。同时，该研究中心极大地促进与海外研究机构、相关企业的密切合作，加速了相关前沿技术的产业化。
（2）	可持续发展材料研究中心
该中心建立了一套着力于高性能生物塑料、高性能电池、基于材料信息学的材料设计、生物功能仿生材料研发等原创性研究的实践科研体系。 为了服务于构建可持续发展的社会，该研究中心汇聚四方新兴领域研究人才，充分利用先进的仪器平台，使其能在各擅长领域大放异彩。
（3）	材料信息学研究中心
该研究中心旨在围绕材料信息学进行实践研究和开发。主要研究内容包括 1) 高通量实验设备的开发和材料大数据的获取，2) 数据驱动的材料搜索方法，3) 可解释的人工智能，重点在于理解现实的物理现象，4) 并行计算架构的开发与实现。 材料分析平台基础构架已搭建完成，海内外国际交流与合作正在密切展开。
（4）	共生人工智能设计研究中心
该研究中心以人工智能和设计为基石，旨在拓展人的创造力，鼓励能够促进建设创新性社会的相关研究，紧跟信息社会的发展大趋势。 具体而言，该研究中心基于人类的设计思维，以激发人工智能潜在的无限可能，即可视化的形式丰富生活、享受生活。
（5）	可解释性人工智能研究中心
该研究着眼于机器学习的基础知识和开发创新，使机器学习过程具有可解释性。 通过这种方式，有望实现人工智能的可靠性实证，从而使其在社会应用中更加安全可靠。 此外，通过积极的国际合作研究，该中心致力于打造海内外相关研究领域的交流平台。
（6）	生物医学工程研究中心
该研究中心以功能材料的设计和合成为基础，以构建癌症和再生医学的创新诊断和治疗系统，为实现健康和可持续发展的社会做出贡献。 具体研究项目包括： 1) 克服癌症的诊断/治疗技术； 2) 人工器官、药物输送系统、再生医学的生物调和高分子材料的开发应用； 3) 针对相关疾病的高辨识度生物标志的研发，目前着重于开发功能性糖链材料；4）用于生物制药的人工蛋白质修饰技术；5）基于光学技术的核酸医学和基因组编辑技术。

## 学科组成与仪器设施
(a)	学科组成:
JAIST共分为10个研究学科，如下所列：
1）	创新型社会设计专业
2）变革性知识管理科学
3）共创智能科学
4）计算科学
5）新一代数字基础设施构建
6）人类信息科学
7）创新型可持续发展专业
8）材料化学前沿
9）纳米材料和器件
10）生物科技和生物医学工程

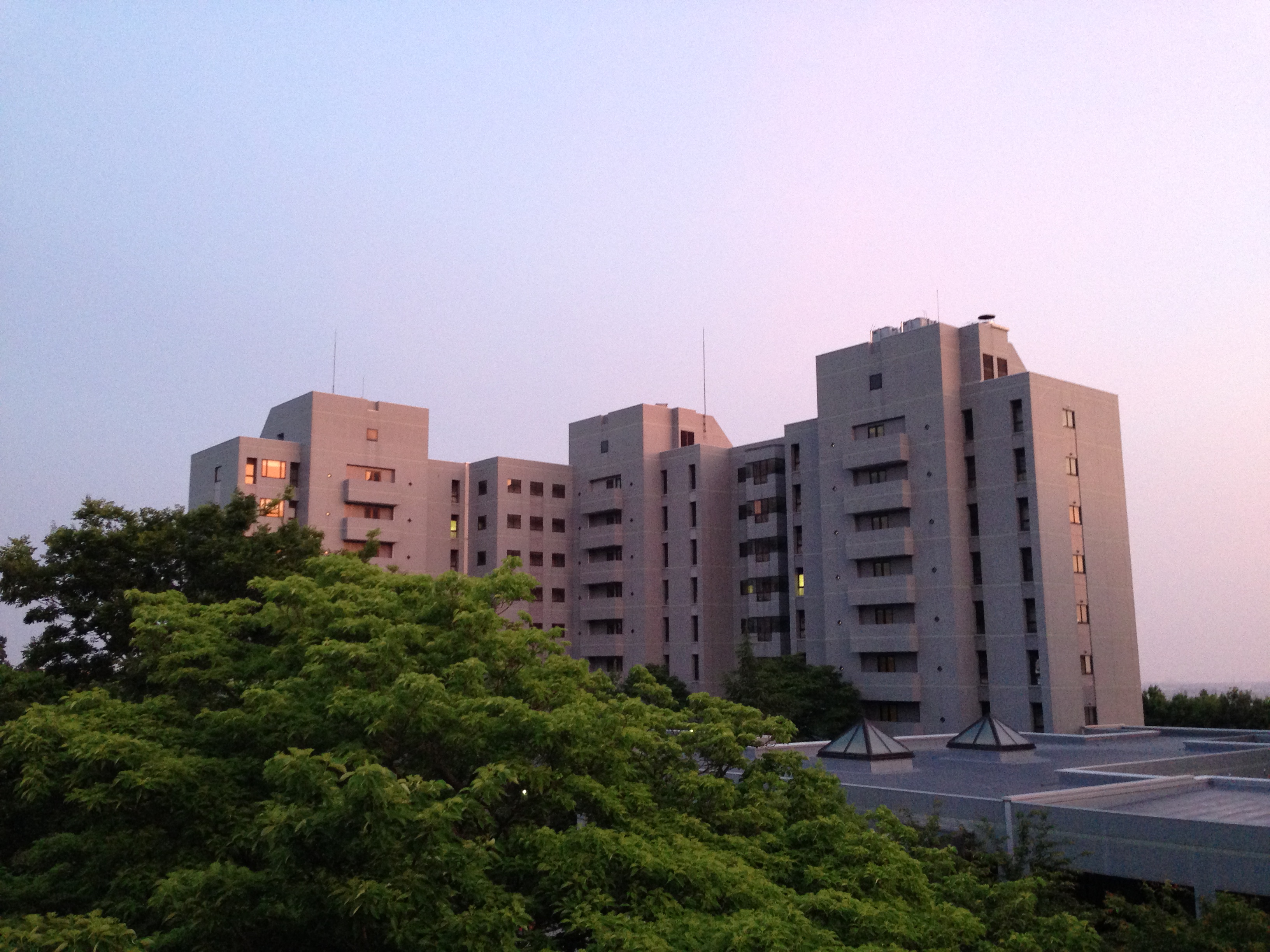
情报科学研究科栋（石川校区）

注：以上学科总属于先端科学研究生院，其中的部分成员同时属于融合科学研究生院。
(b)	仪器设施:
1)傅里叶变换离子回旋共振质谱仪（Bruker，SolariX）
2) 扫描透射电子显微镜（JEM-ARM200F、JEM-2100plus、JEM-2000V、H-7650）
3)核磁共振波谱仪（AVANCE Ⅲ 800、AVANCE Ⅲ 500、UNITYINOVA400WB）
4) 聚焦离子束系统 (SII, SMI3050)
5) 超净间。面积为700平方米。它由 6 个房间组成，包括 ISO 3、4 、 5 级。设备包括：分子束外延/真空腔复合体、分子束外延设备x4、金属溅镀设备、喷墨拉丝设备、氧化/退火炉、离子注入机、化学气相沉积设备、真空蒸镀沉积设备X2、溅射设备X5、反应离子刻蚀X3、离子清洗设备、退火设备、扫描电子显微镜X3、离子簇射设备、光刻机X3、电子束曝光机X3、旋涂机x3、光学显微镜X2、有机操作台x2、无机操作台x2。
6) 高性能计算机系统 (HPC)：
  “KAGAYAKI” HPC 系统：280 节点，35840 核。
  Superdome：1 节点，72 核/12TB 内存。
  PC Cluster GPU 节点：8 节点，16 GPU（Tesla P100）。
  PC Cluster CPU 节点 1：30 节点，1920 内核。
  PC Cluster CPU 节点 2：48 节点，1536 内核。

## 国际合作与交流
JAIST积极致力于推动海内外研究机构的学术合作与师生交流，旨在推动世界前沿领域的研究，培养高水准，精技术，拥有世界格局的尖端科学家、工程师和技术专家。JAIST以国际化的校园环境为特色，支持全英语与全日语双语教研。50%以上的学生为国际留学生，约20%的教职员工来自于海外。 截至2021年7月1日，已与来自30个国家的139个学校及机构签订了学术合作交流协议。通过成立全球教育合作中心，支持与海内外研究机构的交流合作，极大地促进了国际间的交流与合作。以下为合作院校与机构在世界的分布状况。
亚洲（91）：中国大陆（25）、台湾（8）、韩国（14）、越南（11）、泰国（7）、马来西亚（13）、孟加拉国 (2)、印度尼西亚 (4)、印度 (6)、缅甸 (1)
欧洲(41)：德国（5）、捷克共和国（5）、法国（6）、英国（3）、俄罗斯（6）、波兰（2）、奥地利（2）、意大利（3）、荷兰（1）、瑞典（1） )、芬兰(2)、乌克兰(1)、斯洛文尼亚(1)、马耳他(1)、罗马尼亚(2)
北美 (4)：美国 (3), 加拿大 (1)
南美 (1)：智利 (1)
大洋洲 (1)：澳大利亚 (1)
非洲 (1)：南非 (1)
与中国大陆的主要合作机构和学校包括：
中国科学院数学与系统科学研究院、中国科学院计算技术研究所、中国科学院化学研究所、中国科学院声学研究所、北京大学、清华大学、天津大学、上海交通大学、哈尔滨工业大学、浙江大学、南京大学、西安电子科技大学、北京工业大学、武汉理工大学、大连理工大学、大连海事大学、大连大学、大连民族大学、河北大学、河北工程大学、中国石油大学（华东）、常州大学、昆明理工大学
值得注意的是，JAIST与天津大学设有双项学位项目，通过该项目，双方学生可以互换交流学生（有奖学金支持），并在双方学校同时得到认可的学位。该项目每年名额为硕士研究生10人，博士研究生5人。

## 外部連結
- 北陸先端科學技術大學院大學（页面存档备份，存于）
- StarBED Project（页面存档备份，存于）
- 潜入！北陸StarBED技術センター - ＠IT取材記事（页面存档备份，存于）